# Lava – Abenteuer in vulkanischen Tiefen
Lava – Abenteuer in vulkanischen Tiefen ist ein französischer Dokumentarfilm von Haroun Tazieff aus dem Jahr 1966.

## Handlung
Der Film folgt einer Expedition zum Krater des Nyiragongo, eines Vulkans der Virunga-Kette, der zu den aktivsten und gefährlichsten Vulkanen der Welt zählt und der besonders für seine heftigen Ausbrüche und gewaltigen Lavaflüsse bekannt ist. Kombiniert werden diese Bilder mit Aufnahmen von Vulkanen aus anderen Ländern.

## Hintergrund
Der Regisseur Haroun Tazieff war selbst Vulkanologe und arbeitete ab den 1940er Jahren für den Geologischen Dienst von Belgisch-Kongo. Im Zuge dessen erforschte er lange den Nyiragongo und entdeckte dessen Lavasee. Der Film bietet einen Einblick über die Welt der Vulkane und die Arbeit der Vulkanologen.
Am 15. Juni 1966 feierte Lava – Abenteuer in vulkanischen Tiefen seine Premiere in Frankreich.

## Auszeichnungen
Bei der Oscarverleihung 1967 war Lava – Abenteuer in vulkanischen Tiefen in der Kategorie Bester Dokumentarfilm nominiert.